# 施明徳
施 明徳（し めいとく、中国語：施明德、1941年1月15日 - 2024年1月15日）は、台湾の政治家。戒厳令施行期の台湾における党外勢力（反中国国民党勢力）の主要人物のひとり。かつて民主進歩党に所属し、第6代党主席をつとめた。あだ名は「徳」の日本語訓読にちなむ「ノリ」（英文ではNori Shih）。

## 来歴
1941年高雄市生まれ。1959年に陸軍砲兵学校に入学、1961年に同校を卒業後、陸軍少尉に任官され、小金門で砲兵監測官に就く。翌1962年に「台湾独立連盟案」起草に関係したとして、反乱罪の容疑をかけられ、小金門で逮捕、1964年無期懲役・公民権終身剥奪の判決を受ける。台湾東部沖合の緑島にある政治犯収容施設（緑島感訓監獄）に収監され、15年間服役の後、1977年に釈放された。
1978年黄信介からの依頼を受け「台湾党外勢力選挙支援団」の幹事長に就任、呂秀蓮、姚嘉文らの選挙応援を行うとともに、「党名のない党」結成による立法委員全員改選、地方首長全面公選実現の構想のもと、各地に散在する党外勢力の横断的な組織化を進めた。同年12月には許信良、張俊宏、林義雄、姚嘉文（いずれも後の民進党における中心的人物）と共に「五人小組」を結成、のちにこれが美麗島グループにおける中心的存在として、その後の党外勢力の活動方針の決定や党外運動の発展に大きな影響を与えた。その他この時期の目立った活動として、中国国民党から迫害を受けている政治活動家擁護を目的とした戦後台湾初の政治デモの主導（1979年1月）や同年5月に設立された美麗島雑誌社の代表（総経理）への就任などが挙げられる。
1979年12月10日、世界人権デーに合わせ美麗島グループが高雄市で計画した集会において、デモを阻止しようとする警官隊とデモ参加者との間で衝突が発生（美麗島事件）、当局が事件の首謀者として党外活動家の一斉逮捕を行った。施明徳自身も26日間に及ぶ逃亡生活の後に逮捕、1980年 2月警備総司令部軍事法廷に送致され、軍事法廷での裁判の後4月に2度目の無期懲役の判決を受けた（なお、このとき逃亡中の施明徳をかくまったとして、台湾基督長老教会関係者も逮捕され、有罪判決を受けている）。
逮捕後制約された環境下でも活発な政治的パフォーマンスを続け、勾留期間中に自己の政治的信念を書き綴ったり、公判の席上で「台湾は独立状態にあり、既に独立して30年あまりが経過している。」と証言したりした。また、服役中の1985年には、前年10月に発生した江南事件（在米台湾人作家の暗殺事件）に国民党特務機関が関与していたことに抗議し無期限ハンガーストライキを宣言するとともに、他の美麗島事件関連の政治犯の釈放要求を行っている。1987年7月の戒厳令解除に伴い施明徳にも特赦が下るが、無罪を主張して特赦を拒否。1990年5月20日第8代総統に就任した李登輝による「美麗島事件の判決無効」の宣言を受け出獄、自由を回復した。
1990年米国議会の招きに応じて渡米、外交委員会公聴会において講演。1991年には第5代民進党主席選挙に立候補するが、許信良に15票差で落選した。1992年に「福祉国家の創造、新台湾建設重視」の公約を掲げ第2期立法委員選挙に立候補、台南市において第1位の高得票で当選する。その後第3期（1995年）及び第4期（1998年）立法委員をつとめた（第5期（2001年）及び第6期（2004年）立法委員選挙ではいずれも落選）。
1994年5月許信良の後を受けて第6代民進党主席に就任。党首時代には米国において台湾独立に対する民進党の立場表明、民進党駐米事務所の開設、統一派である新党への「大和解」呼びかけや党首会談などを行った。またこの時期に、金門・馬祖地区の大陸への返還を唱え、各方面から激しい反発を浴びたりもしている。1996年2月立法院長選挙に出馬し、民進党主導の「二月政治改革」を訴えるが、81票対82票で国民党の劉松藩立法委員に敗れる。同年3月第1回総統直接選挙における民進党候補（彭明敏）落選の責任を取り、民進党主席を辞任（後任は許信良）。
その後も民進党の長老格として活動を続けるが、政権党となった後次第に現実化路線へと軌道修正を図る陳水扁との路線対立から2000年に民進党を離脱、2002年12月に行われた高雄市長選挙において国民党（連戦主席）と親民党（宋楚瑜主席）に推輓される形で無所属として立候補した。現職の民進党系市長である謝長廷（現：行政院長）との一騎討ちということもあり一時注目を集めたが、野党側が統一候補者絞込みに失敗し、それぞれ別の候補者推薦に流れた結果、最終的には泡沫候補なみの得票に終わり落選した。2003年米国ジョージ・メイソン大学客員教授に就任。第5期立法委員落選以後は国政等の要職には就いていない。
陳水扁の家族や側近による金銭スキャンダルが発覚すると、それに抗議し、「倒扁運動」（陳水扁退陣要求運動）を主導した。2006年9月9日より台北市の総督府前で無期限の座り込みを開始。辞任要求運動中、肝臓癌の手術を行っていたことが明らかになった。
2015年5月、2016年の総統選挙に無所属で出馬する意向を表明した。2014年に初めて提案した、中国と台湾が1つの法的な主体（政府）を別々に統治するという「広義の1つの中国」という枠組み（「大一中」架構、Broad One China Framework）を再び強調した。両政府は国際機関への加盟を認められ、他方に対して軍事力を行使せず、その代わりに「合意によって問題を解決する」。しかし総統選挙に立候補するために必要な中央選挙管理委員会の要件を満たすことができなかったため、9月に選挙運動を終了した。
2024年1月15日に台北市内の病院で肝臓がんのため死去。83歳没。

## 評価・影響
施明徳の死去に際し、台湾の民主化運動における長年の貢献に対して、蔡英文総統や賴清德副總統など台湾の主要な政治家から追悼の意が表された。蔡は施を「民主と人権の先駆者」と称え、その献身に感謝を表明した。賴もまた、施が「民主主義の開拓者であり、人権の揺るぎない擁護者であり、賢明で勇敢な政治家であった」と述べ、その功績を偲んだ。

## 軍事緩衝地帯構想
2022年12月、中華民国総統府に対し、金門・馬祖地区を非武装化し、両岸間の平和的緩衝地帯とするよう提言する公開書簡を発表した。この構想は、施が過去に繰り返し提唱してきたものであり、台湾の安全保障に関する議論の中で注目された。

## 著作
- 『囚室之春』 寶瓶文化、2006年[11][注釈 1]